# AnthenorA
Gli AnthenorA sono un gruppo musicale heavy metal italiano di Saluzzo (CN), fondato nel 1989.

## Storia del gruppo

### Primi anni
Gli AnthenorA nascono da un'idea di Gigi, Smaro e Pooma sui banchi di scuola. Il nome della band prende ispirazione dalla Divina Commedia di Dante Alighieri (Inferno ch. XXXII): "Antenora" è un lago ghiacciato dove vengono puniti i traditori della patria.
Nei primi dieci anni la band produce tre demo-tapes: Bring Me to Hell (1991), Heretical Symphonies (1994), Demo'ns (1998).

### Iron Maiden Tribute Band
Dal 1998 al 2002 gli AnthenorA diventano una delle più famose tribute band degli Iron Maiden in Italia, suonando per tutto lo stivale, incrementando notevolmente il numero di fans con live potentissimi.

### Tour con Nicko McBrain

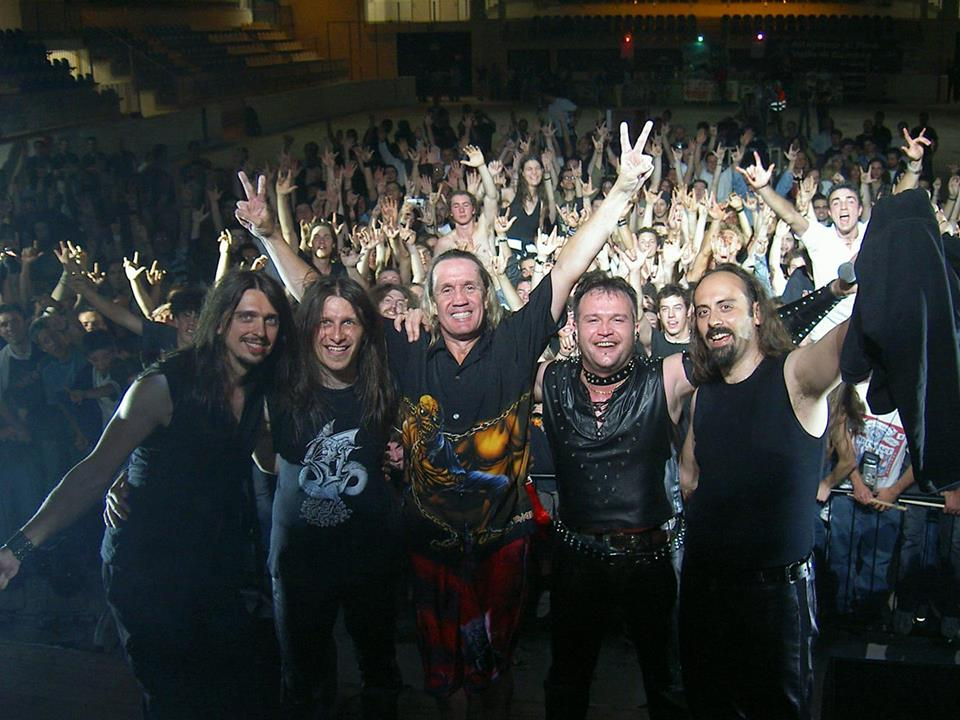
Total McBrain Damage Tour 2004 with Nicko McBrain

Nel Novembre del 2002, gli AnthenorA vengono scelti da Nicko McBrain (batterista degli Iron Maiden) come sua band nei tour "Total McBrain Damage". Il successo e il grande feeling che si instaurò con Nicko portò ad altri tre tour nell'aprile 2003, giugno 2004 e in novembre 2004 (Italia e Grecia).

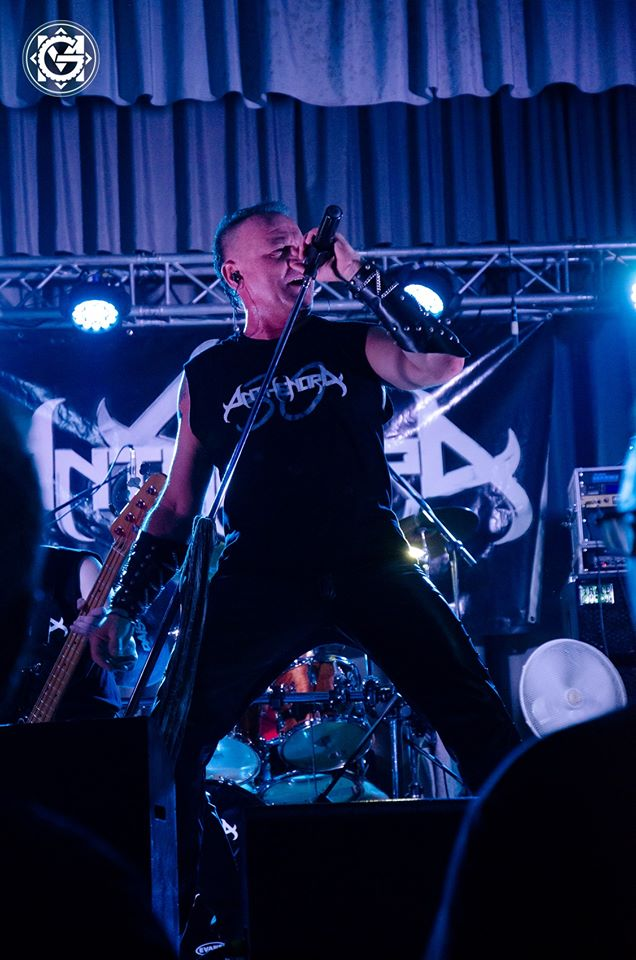
Gigi - Live in Caramagna - 30th Years

### The General's Awakening
La forte convinzione nei propri mezzi ed un numero sempre più elevato di supporter portano la band a produrre nuove ed originali canzoni. Nell'autunno 2002 gli AnthenorA pubblicano l'EP The General's Awakening, Demotape autoprodotto registrato ai Remaster Studio di Vicenza e prodotti da Tony Mad Fontò, leader della famosa metal band italiana White Skull.
L'EP riceve ottime recensioni e critiche positive da importanti riviste di settore e webmagazine, nonché il premio di Miglior Demo del 2002 su Neropaco.it (Italy) e Metal Kingdom.cl(Chile).

Planet Jail, la prima traccia dell'EP, è stata inserita nella compilation Metal Underground dalla Canadian Label MeatHead Records.
Nel "General's tour" la band ha diviso il palco con artisti del calibro di Paul Di'Anno, Mesmerize e Domine.
Nel 2004, la Malaysian Label Hard Music pubblica "General's Awakening" in Malesia e Singapore.

### The Last Command
Nel Settembre 2003 gli AnthenorA tornano nei Remaster Studio di Vincenza per registrare il loro primo album full-length The Last Command prodotto da Tony Mad Fontò e masterizzato da Luigi Stefanini ai New Sin Studio di Loria (Treviso).
L'album contiene 10 canzoni di ruvido, classico Heavy Metal. The Last Command è stato pubblicato il 22 marzo 2004 dalla ispanica/tedesca Locomotive Records (www.locomotiverecords.com)
The Last Command è un concept album basato su una trama ambientata tra un futuro oscuro e l'Europa sanguinante della Seconda Guerra Mondiale.
L'EP The General's Awakening rappresenta il prologo di questa storia.
Nel "Last Command Tour" (2004) la band ha suonato al Valpolicella Metal Fest (Verona-Italy) con U.D.O., Vader, Thunderstorm e White Skull.

### Souldgrinder
Nel 2005 lascia la band Gabry Bruni, sostituito da Domenico Borra.
La band registra il secondo album full-length intitolato Soul Grinder, pubblicato nel 2006 dall'etichetta italiana My Grave Yard Productions.
Nel "Soulgrinder Tour" (agosto 2006) la band partecipa all'Armageddon Metal Festival con i tedeschi Majesty.

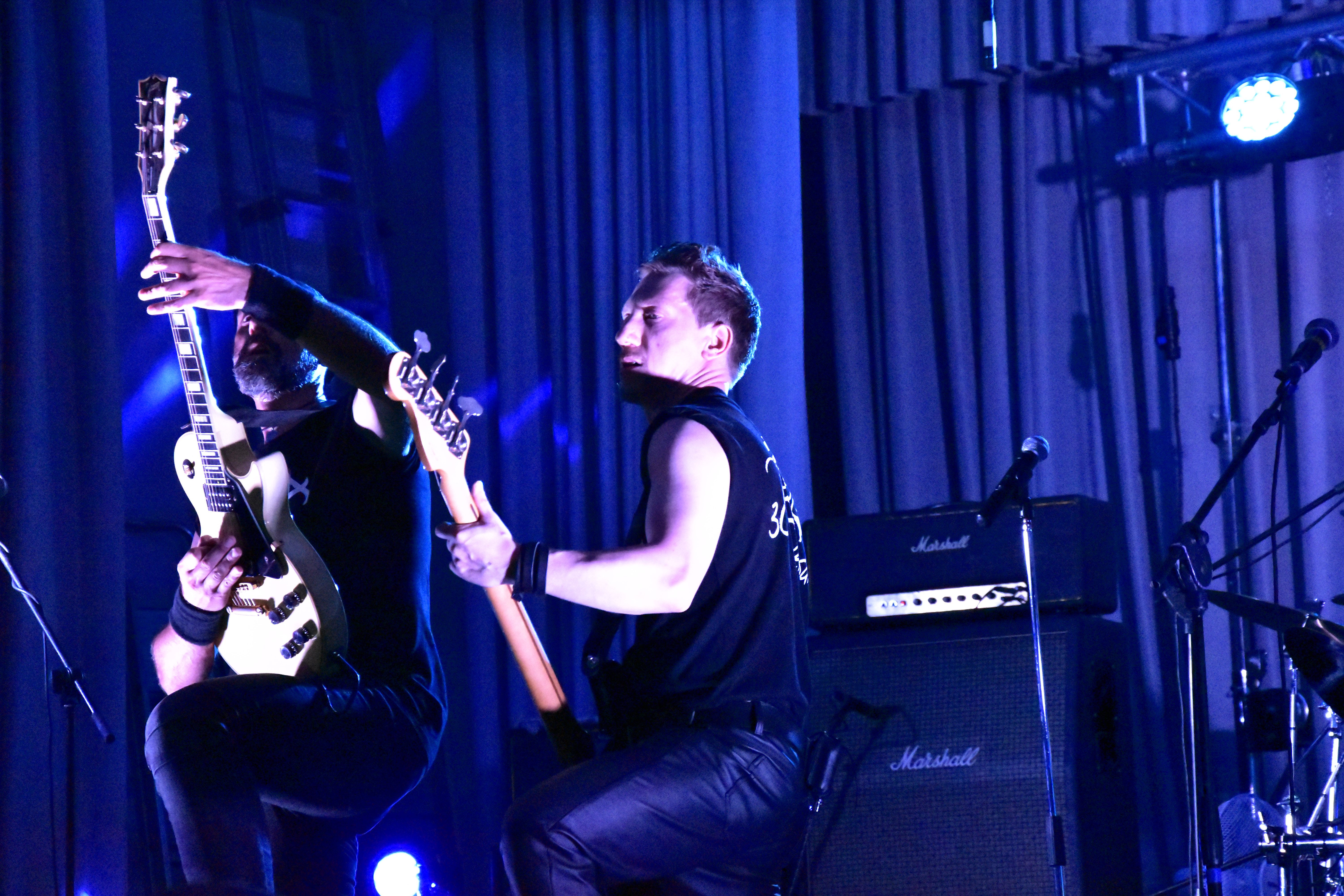
Pooma & Peyo - Live in Caramagna - 30th Years

### The Ghosts of Iwo Jima
Nel 2008 Steve Balocco e Domenico Borra lasciano la band per dedicarsi a progetti personali. 
Marco Castellano (basso elettrico) e Danilo Bar (White Skull), entrano a far parte della band.
Nel 2009 gli AnthenorA iniziano a registrare il terzo album: The Ghosts of Iwo Jima, concept album della famosa battaglia sull'isola giapponese, pubblicato nel 2010 dalla My Graveyard Productions.

### Mirrors and Screens
Nel 2013 Gabry rientra nella band e con lui la band torna ad essere la potente ed adrenalinica band dei primi anni.
Nel 2018, Peyo entra a far parte della band come bassista, con lui la band inizia a scrivere il quarto album "Mirrors and Screens" pubblicato il 27/11/2020 dalla Punishment 18 Records.
Nel 2022, alla fine del periodo pandemico che aveva interrotto le attività live, la band partecipa a diversi eventi tra cui il “SuperMetal Fest” di Vicenza e il “Rock Metal Fest” di Pulsano (Taranto).

### Need
Nel 2023 la band partecipa alle date italiane del "Glory of Salvations Tour" dei Rhapsody of Fire  e si esibisce nei festival "Ambria Metal Fest" e "Padova Metal Fest".

Nello stesso anno vengono pubblicati i primi singoli dell'EP "Need" completato poi nel 2024, pubblicato dalla Punishment 18 Records. 
L'EP contiene tre Cover e una canzone inedita.

## Endorsement
Fabio Smareglia è stato endorser per la "Vic Firth"

## Formazione

### Formazione attuale
- Luigi "Gigi" Bonansea – Voce (1989-presente)
- Stefano "Pooma" Pomero – Chitarra Elettrica (1989-presente)
- Fabio "Smaro" Smareglia – Batteria (1989-presente)
- Samuele "Peyo" Peirano – Basso Elettrico (2018-presente)
- Alessandro "Ale" Parola - Chitarra Elettrica (2024-presente)

### Ex componenti
- Gabriele Bruni - Chitarra Elettrica (1999-2005, 2013-2024)
- Danilo Bar - Chitarra Elettrica (2008-2013)
- Stefano Balocco – Basso Elettrico (1996-2008)
- Ermanno Mancardi – Chitarra Elettrica (1990-1999)
- Marco Castellano – Basso Elettrico (2008-2018)
- Domenico Borra - Chitarra Elettrica (2005-2008)
- Fabrizio Giacosa - Chitarra Elettrica (1989)
- Samuele Perassi - Basso Elettrico (1989-1996)

## Discografia
- 1991 – Bring Me to Hell (Demo)
- 1994 – Heretical Symphonies (Demo)
- 1998 – Demo'ns (Demo)
- 2002 – The General's Awakening (EP)
- 2004 – The Last Command
- 2006 – Soulgrinder
- 2010 – The Ghosts of Iwo Jima
- 2020 – Mirrors and Screens
- 2024 – Need (EP)